# تابع همبستگی (نجوم)

توزیع به دست آمده از کهکشان‌ها در مساحی‌های طیف‌سنجی

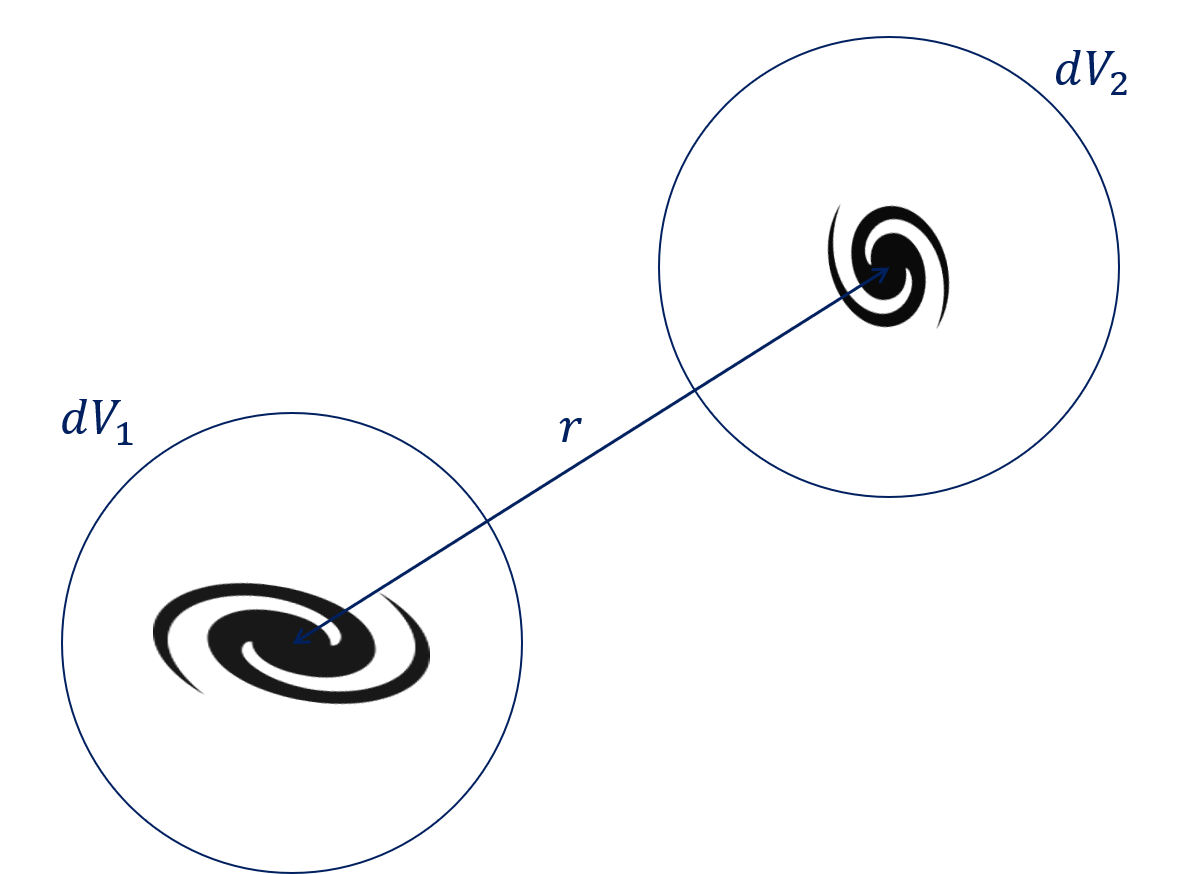
تابع هم‌بستگی دو نقطه‌ای فزونی احتمال را در مقایسه با توزیع تصادفی کهکشان‌ها توصیف می‌کند.

در نجوم، تابع همبستگی توزیع کهکشان‌ها در کیهان را توصیف می‌کند. بر اساس مشاهدات، توزیع کهکشان‌ها در آسمان، یکنواخت نیست و آن‌ها در ساختارهایی مانند خوشه‌ها، ابرخوشه‌ها، رشته‌ها، تهی‌جاها و … وجود دارند. عدم یکنواختی این توزیع، به کمک تابع همبستگی دو-نقطه‌ای توصیف می‌شود.
تابع‌همبستگی دونقطه‌ای، {\displaystyle \xi (r)}، فزونی احتمال پیدا کردن دو کهکشان در فاصلهٔ {\displaystyle r} نسبت به توزیع یکنواخت است. به عبارت دیگر، احتمال پیدا کردن دو کهکشان در فاصلهٔ {\displaystyle \xi (r)} از یک‌دیگر، نسبت به حالتی که توزیع کهکشان‌ها یکنواخت باشد، چه قدر افزایش خواهد یافت. به بیان ریاضی:
{\displaystyle dP=n[1+\xi (r)]dV}
که در آن {\displaystyle n} چگالی تعداد میانگین کهکشان‌ها، {\displaystyle r} طول همراه و {\displaystyle dP} احتمال فزونی است. در منابع نجومی، از تعریف زیر که توسط پیبلز ارائه شده‌است، استفاده می‌شود.
برای کهکشانی میانگین که در یک نمونه قرار گرفته‌است، تابع همبستگی بیان می‌کند که احتمال پیدا شدن یک کهکشان دیگر در فاصلهٔ {\displaystyle r} از این کهکشان چه قدر است.
برای یک توزیع کاملاً تصادفی، {\displaystyle \xi (r)=0}. مقادیر مثبت نشان دهندهٔ شکل‌گیری خوشه و مقادیر منفی نشان دهندهٔ معمولی بودن هستند. این تعریف با فرض همگنی و همسانگردی انجام شده‌است. در غیر این صورت {\displaystyle \xi (r)} تابعیت برداری خواهد داشت.
در ابعاد کوچک ({\displaystyle 0.1h^{-1}Mpc<r<10h^{-1}Mpc})، تابع همبستگی به شکل توانی {\displaystyle \xi (r)=({\frac {r_{0}}{r}})^{\gamma }} است که در آن شیب {\displaystyle \gamma \approx 1.8} و طول همبستگی {\displaystyle r_{0}\approx 5h^{-1}Mpc} است.
تابع همبستگی، انواع مختلفی دارد (۲ بعدی یا ۳ بعدی، فضایی یا زاویه‌ای).
ارتباط بین طیف توان و تابع همبستگی، از طریق تبدیل فوریه امکان‌پذیر است:
{\displaystyle \xi (r)={\frac {1}{2\pi ^{2}}}\int dk\,k^{2}P(k)\,{\frac {\sin(kr)}{kr}}}
به عبارت دیگر، تابع همبستگی، طیف توان توزیع کهکشان‌ها در دامنه فرکانس است. طیف توان مستقیماً توسط نظریه‌های تشکیل ساختار پیش‌بینی می‌شود و توصیف آماری کاملی از افت و خیزها ارائه می‌دهد.
تابع همبستگی nنقطه‌ای به ازای nهای بزرگ‌تر از ۲ (به انگلیسی: Cross-correlation) به شکل مشابهی تعریف می‌شود.

## روش اندازه‌گیری
برای اندازه‌گیری {\displaystyle \xi (r)} در یک نمونهٔ رصدی از کهکشان‌ها، ابتدا باید نمونه‌ای تصادفی از کهکشان‌ها ساخته شود که از لحاظ ابعاد، عیناً ویژگی‌های نمونهٔ رصدی را دارد. مقدار تابع همبستگی برابر است با:
{\displaystyle 1+\xi ={\frac {n_{R}}{n_{D}}}{\frac {DD}{DR}}}
{\displaystyle DD} و {\displaystyle DR} به ترتیب تعداد جفت‌های کهکشان دارای فاصلهٔ {\displaystyle r} در نمونهٔ رصدی و مجموع نمونهٔ تصادفی و رصدی هستند. {\displaystyle n_{D}} و {\displaystyle n_{R}} نیز چگالی تعداد میانگین در همان نمونه‌ها هستند.
روابط دقیق‌تری نیز برای محاسبهٔ {\displaystyle \xi } از روی داده‌های نمونهٔ رصدی و نمونهٔ تصادفی وجود دارد.
تخمین‌گرهای مختلفی برای به دست آوردن تابع همبستگی دو-نقطه‌ای وجود دارند. در فواصل کوتاه، این تخمین‌گرها تفاوتی با یک‌دیگر ندارند. اما در فواصل زیاد، تخمین‌گر همیلتون و تخمین‌گر لندی و زالای بهتر عمل می‌کنند.
تخمین‌گر همیلتون، برابر است با:
{\displaystyle 1+\xi ={\frac {DDDR}{(DR)^{2}}}{\frac {DD}{DR}}}
که در آن {\displaystyle RR} تعداد جفت‌های کهکشان دارای فاصلهٔ {\displaystyle r} در نمونهٔ تصادفی است. تخمین‌گر لندی و زالای که بیش از همه استفاده می‌شود، چنین به دست می‌آید:
{\displaystyle \xi ={\frac {1}{RR}}[DD\left({\frac {n_{R}}{n_{D}}}\right)^{2}-2DR{\frac {n_{R}}{n_{D}}}+RR]}
با توجه به تخمین‌گرهای ارائه شده در بالا، اندازه‌گیری {\displaystyle \xi (r)} بسیار به وجود نمونهٔ تصادفی‌ای که ویژگی‌های فضایی و اثرات انتخاب قرمزگرایی نمونهٔ رصدی را به خوبی منعکس کند بستگی دارد. این اثرات عبارت اند از: لبهٔ ماسک یا صفحهٔ عکاسی، فاصلهٔ بین چیپ‌های روی CCD و تفاوت حساسیت در نقاط مختلف آشکارساز. در صورت اندازه‌گیری تابع همبستگی سه بعدی، نمونهٔ تصادفی باید اثرات قرمزگرایی به دقت منظور شده باشند.
هم‌چنین نمونهٔ تصادفی باید به قدری بزرگ باشد که تخمین‌گر دارای خطای پواسون نشود.